# FFBIZ

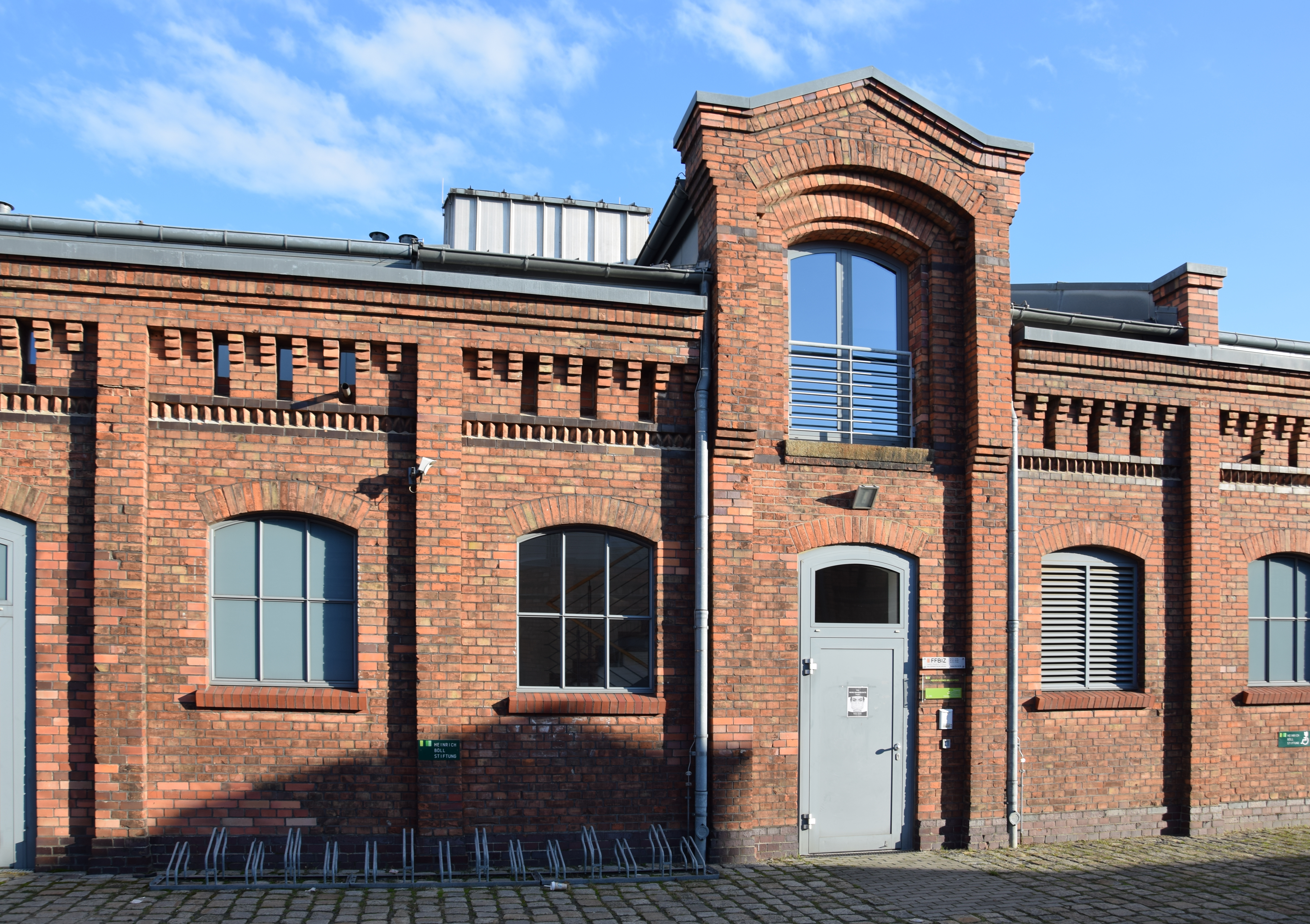
Das ehemalige FFBIZ-Gebäude im Gewerbehof Eldenaer Straße in Berlin-Friedrichshain

Das FFBIZ (Frauenforschungs-, -bildungs- und -informationszentrum) ist ein Berliner Archiv, in dem Materialien zur Frauen- und Geschlechtergeschichte gesammelt werden. Sammlungsschwerpunkt ist die Geschichte der Frauenbewegung ab den 1970er Jahren. Es sind zudem auch Archivalien aus dem frühen 20. Jahrhundert im Archiv vorhanden. Das FFBIZ dokumentiert darüber hinaus aktuelle Aktionen, wie z. B. Kampagnen wie „One-billion-rising“, „Aufschrei“ oder die „Slutwalks“ und die damit verbundenen Diskussionen in queer-/feministischen Online-Medien.
Im FFBIZ sind neben klassischen Aktenbeständen auch die für Bewegungsarchive typischen Dokumente vorhanden, die für die Erforschung – besonders der früheren – Frauenbewegung der zweiten Welle unerlässlich sind: Arbeitspapiere, Protokolle, Flugblätter, Plakate, Fotos, Schallplatten, Buttons und Sticker und Graue Materialien.

## Geschichte
Im Jahr 1978 bildeten Frauen nach einem Aufruf in der Frauenzeitschrift „Courage“ die „Initiativgruppe für ein Frauenforschungs, -Bildungs- und Informationszentrum (FFBIZ)“, um die Bücherei der Helene-Lange-Stiftung, die sich mit Geld- und Unterbringungsproblemen konfrontiert sah, zu erhalten.
Zu den Gründerinnen des Zentrums gehören unter anderem Ursula Nienhaus (1946–2020), Ursula Westphal-Georgi, Gisela Vollradt, Ursula Wahl-Terlinden, Lilli Gast, Barbara Martin, Hildegard Radusch, Käthe Kuse, Irene Stoehr, Sabine Spiesmacher, Cornelia Engel, Angela Martin, Sigrid Fronius, Gisela Bernadoni und Ulla Terlinden, Marga Duran und Ilse Lenz. Am 16. März 1979 wurde die Satzung des FFBIZ unterzeichnet.
Am 16. Februar 1980 eröffnete das FFBIZ seine Räume in der Danckelmannstraße 13 in Berlin-Charlottenburg. 500 Besucher kamen am Eröffnungstag.
Im Jahr 1995 wurde die Archivarbeit zum Schwerpunkt des FFBIZ ernannt. Ende des Jahres 2003 zog das FFBIZ von der Danckelmannstraße in die Eldenaer Straße 35 in die Räumlichkeiten des Archivs Grünes Gedächtnis in Berlin-Friedrichshain. Dort wurden alle Materialien in einem gekühlten und sauerstoffreduzierten Magazin in säurefreien Mappen und Kartons zur Langzeitaufbewahrung aufgestellt.
Die Senatorin für Arbeit, Integration und Frauen, Dilek Kolat, überreichte am 10. Dezember 2014 Ursula Nienhaus für ihr jahrzehntelanges Engagement in der Frauenforschung und ihre Arbeit im FFBIZ das Verdienstkreuz am Bande des Verdienstordens der Bundesrepublik Deutschland.
Seit April 2024 befindet sich das Magazin des FFBIZ in der Wolfener Straße in Berlin-Marzahn. Der Lesesaal ist in der Scharnweberstraße 31 in Berlin-Friedrichshain zu finden.

## Angebote und Aktivitäten des FFBIZ

### Archivmaterial
Das FFBIZ führt mehr als 900 Titel deutscher und internationaler feministischer Zeitschriften und periodischer Publikationen. Es archiviert Nachlässe und Autografen von in der Frauenbewegung engagierten Frauen, z. B. Elisabeth Rothschuh (1893–1987), Margarethe Rudorff (1898–1988), Hildegard Radusch (1904–1994), Gudula Lorez (1944–1987) und Suzanne Seeland (1943–2009). Im Archiv lagern zudem Akten von Fraueninitiativen, -vereinen und -verbänden (z. B. Aktionsrat zur Befreiung der Frauen, Sozialistischer Frauenbund Berlin, Demokratischer Frauenbund Berlin, Hydra, Frauenoffensive, zahlreiche Frauenhäuser, Frauenzentrum Berlin, Netzwerk Berliner Lesben-/Frauenarchive etc.), ca. 5.000 Plakate, Aufkleber, Buttons und Ansichtskarten, etwa eine Million Einzeldokumente und Zeitungsausschnittdokumentationen aus den 1960er Jahren bis heute, ca. 5.000 Fotografien und historische Fotoalben sowie Filme und Audiodokumente. Zudem stellt das Archiv Datenbanken zu Materialien, Bibliografien und Frauenorganisationen aus aller Welt.

### Bibliothek
Die Spezialbibliothek des FFBIZ umfasst ca. 11.500 Bände. Darunter finden sich Sachliteratur, Nachschlagewerke und Belletristik. Zudem enthält die Bibliothek feministische Kinder- und Jugendbuchliteratur und Frauenreiseführer. Sie umfasst des Weiteren zahlreiche Veröffentlichungen aus Kleinstverlagen und die Bibliotheken „Nozizwe“ und „Gudula Lorez“.

### Recherche
- Auftragsrecherchen
- Information, Dokumentation, Veröffentlichungen
- Thematische Literaturlisten
- Beratung von Einzelpersonen und Frauenorganisationen zur Sicherung von Kulturgut
- Vermittlung wissenschaftlicher und feministischer Kontakte

### Weitere Angebote
- Praktikant_innenausbildung
- Archivführungen
- Veranstaltungen

### Veröffentlichungen
- Annett Gröschner: Berolinas zornige Töchter – 50 Jahre Berliner Frauenbewegung, Berlin 2018, ISBN 978-3-9819561-1-5
- Essays für das Digitale Deutsche Frauenarchiv

## Kooperationen
- i.d.a.
- Netzwerk Bewegungsarchive
- Archiv Grünes Gedächtnis

## Weiterführende Literatur
- Bernd Hüttner: Archive von unten: Bibliotheken und Archive der neuen sozialen Bewegungen und ihre Bestände. AG SPAK Bücher, 2003.
- Ilse Lenz (Hrsg.): Die Neue Frauenbewegung in Deutschland: Abschied vom kleinen Unterschied. Verlag für Sozialwissenschaften, 2008.
- Das FFBIZ. (Akte aus dem FFBIZ-Archiv; Signatur: FFBIZ Vereinsakten. Berlin 20.8 FFBIZ 003)
- Das FFBIZ: Ein Frauenprojekt – eine alternative Institution. Die ersten zwanzig Jahre (1978-1998). Aus der Reihe Dokumentationen zur Neuen Frauengeschichte Nr. 5, 1998.
- Die Charlottenburgerin Ursula Nienhaus: 'Wir waren gezwungenermaßen Hausbesetzerinnen geworden'. taz. 5. April 2005. (Protokoll von AW)
- Gabriele Goettle: Im Dienst ergraut: Frau Prof. Ursula Nienhaus vom Frauenforschungs-, bildungs- und informationszentrum in Berlin. In: taz. 29. November 2004.
- Roman Aron Klarfeld: Gesammelter Feminismus. Das Berliner FFBIZ. In: WerkstattGeschichte. Heft 75, 2027, S. 43–48 (pdf).